# Harpsund
Harpsund är en herrgård belägen i Mellösa socken, tolv kilometer från Flen i Flens kommun i centrala Södermanland. Harpsund är rekreationsbostad för Sveriges statsminister.
Den officiella tjänstebostaden för statsministern är Sagerska huset i Stockholm.

## Historia
De äldsta anteckningarna om Harpsund härrör från år 1380 då riksdrotsen Bo Jonsson Grip bytte till sig 14 penningland vid Harpsund av Joon Skräddare. År 1568 tillföll Harpsund änkan Agneta Arendtsdotter Örnflyckt, som var dotter till Arendt Pehrsson i Ornäs, känd från Gustav Vasas äventyr i Dalarna.
De nuvarande byggnaderna uppfördes på 1600-talet och dagens flygelbyggnader härrör från denna tid. Axel Stålarm, president i Göta hovrätt och landshövding, ärvde år 1647 Harpsund och ändrade namnet till Axelsberg. Axel Stålarm flyttade också huvudbyggnaden till det mer skyddade läget vid den norra sidan av Harpsundsviken där den ligger idag. År 1784 kom gården i släkten Sparres ägo och förblev så till 1899 då en kusin till Hjalmar Wicander tillsammans med en kompanjon köpte den av Ernst Fredrik Sparres änka.
Efter Wicanders köp återtogs namnet Harpsund. Gården var i behov av renovering och huvudbyggnaden var i så dåligt skick att den måste rivas. Den nya byggnaden, som var färdigställd 1914, är ett tvåvåningshus i karolinsk stil, ritad av Otar Hökerberg. När Hjalmar Wicander avled 1939 ärvdes gården av sonen och industrimannen Carl August Wicander.
Gården och dess jord- och skogsbruk donerades i och med Carl August Wicanders död den 27 december 1952 till staten för att användas som rekreationsbostad för Sveriges statsminister. Riksdagen godkände donationen den 22 maj 1953 efter att den dåvarande statsministern Tage Erlander tvekat, bland annat eftersom han tvivlade på att gården skulle kunna drivas med vinst. Erlander var i början skeptisk till att som socialdemokrat ta emot herrgården Harpsund, eftersom han uppfattade det som att tjänstefolk och "överklassvanor" inte passade sig för en statsminister med denna partifärg. Som tydligt framgår av Erlanders dagböcker insåg han raskt gårdens stora kvaliteter såsom rekreationsbostad och plats för överläggningar och han kom mycket snart att flitigt utnyttja Harpsund, både privat och å ämbetets vägnar. 
Gården utgörs av 1 650 hektar mark. Vissa justeringar gjordes i donationsvillkoren vilket innebar att Harpsund, med undantag för huvudbyggnaden, av statsministern skulle få upplåtas till regering, riksdag, statliga förvaltningsorgan och olika sammanslutningar för konferenser och sammanträden. Erlander bibehöll godsets anställda personal, som nu blev kända personligheter, som föreståndarinnan Maja Söderström, förvaltare Karl Gustaf Wirtén, chauffören Gunnar Lingmar och trädgårdsmästare Gunnar Norrstrand.

## Mötesplats

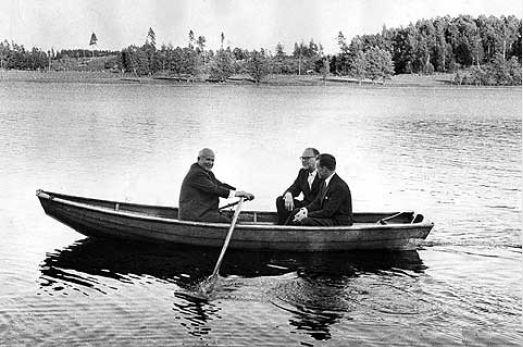
Den mest berömda roddturen vid Harpsund av dem alla. Nikita Chrusjtjov, Sovjets parti- och regeringschef tillsammans med Sveriges statsminister Tage Erlander samt en tolk, juni 1964.

Harpsund kom under 1950- och 60-talen att bli en mötesplats för informella överläggningar mellan Sveriges regering, näringslivet och organisationerna i Sverige; "Harpsundsdemokrati" blev ett uttryck för detta. Flera av världens stora ledare har också genom åren vistats här. Särskilt uppmärksammat var när Nikita Chrusjtjov, Sovjetunionens ledare, var på besök. Det är tradition att gästerna tar en tur i ekan Harpsundsekan med statsministern.
Harpsundsnämnden har hand om driften av jord- och skogsbruket medan Statens fastighetsverk förvaltar representationsdelen av Harpsund, det vill säga huvudbyggnaderna, trädgården och parken. Överskottet från jord- och skogsbruket tillfaller Statens Fastighetsverk för att användas till underhåll av Harpsund. I enlighet med Carl August Wicanders önskan är Harpsund idag bevarat så som gården såg ut när familjen Wicander bodde där.

## Motsvarigheter
- Camp David, lantställe för USA:s president
- Chequers, lantställe för Storbritanniens premiärminister
- Gullranda, lantställe för Finlands president
- Harrington Lake, lantställe för Kanadas premiärminister
- Marienborg, lantställe för Danmarks statsminister
- Meseberg slott, gästbostad för Tysklands förbundsregering

## Galleri

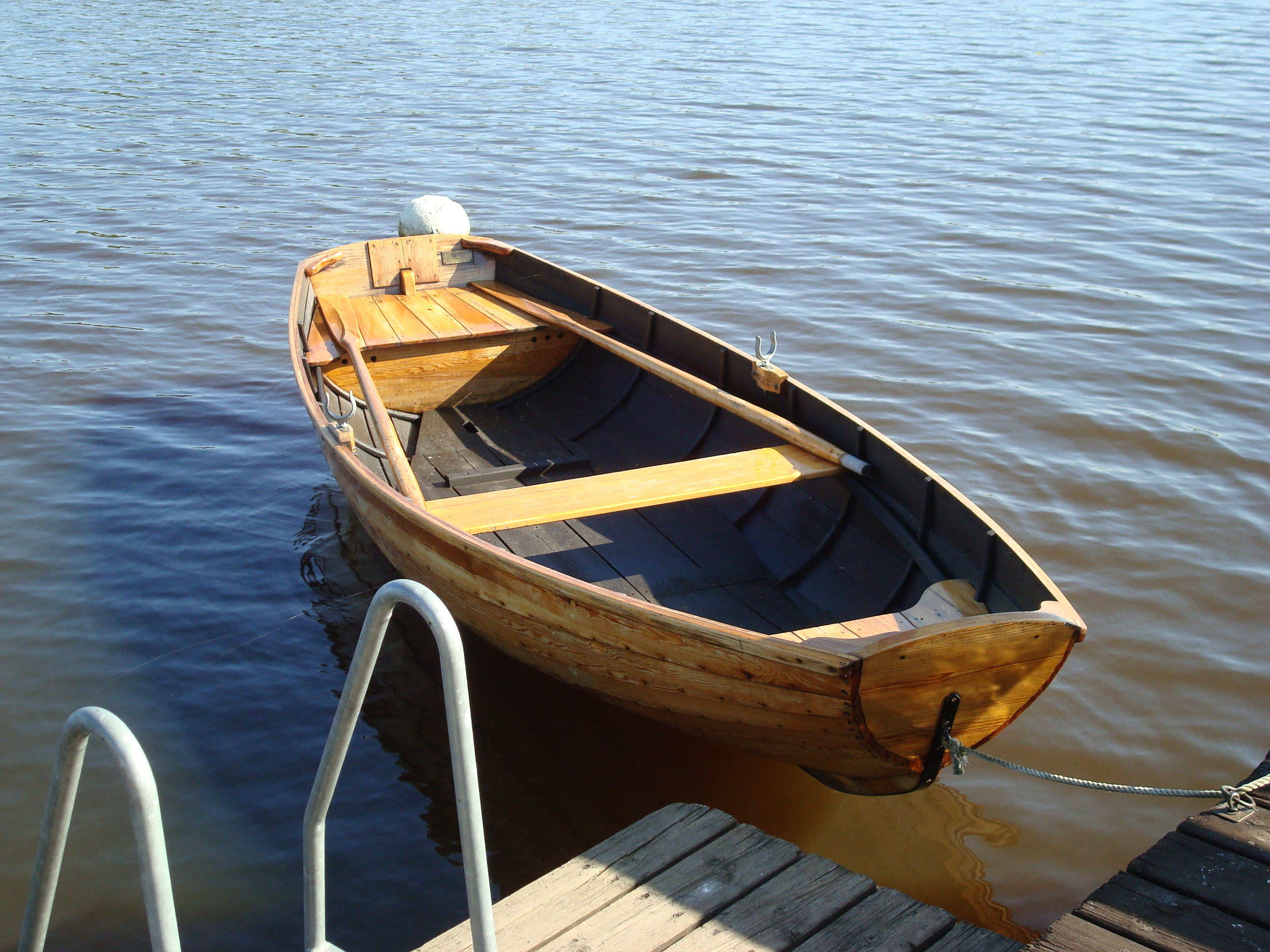
En av de tre harpsundsekorna. Denna byggd 1995 i Mora.
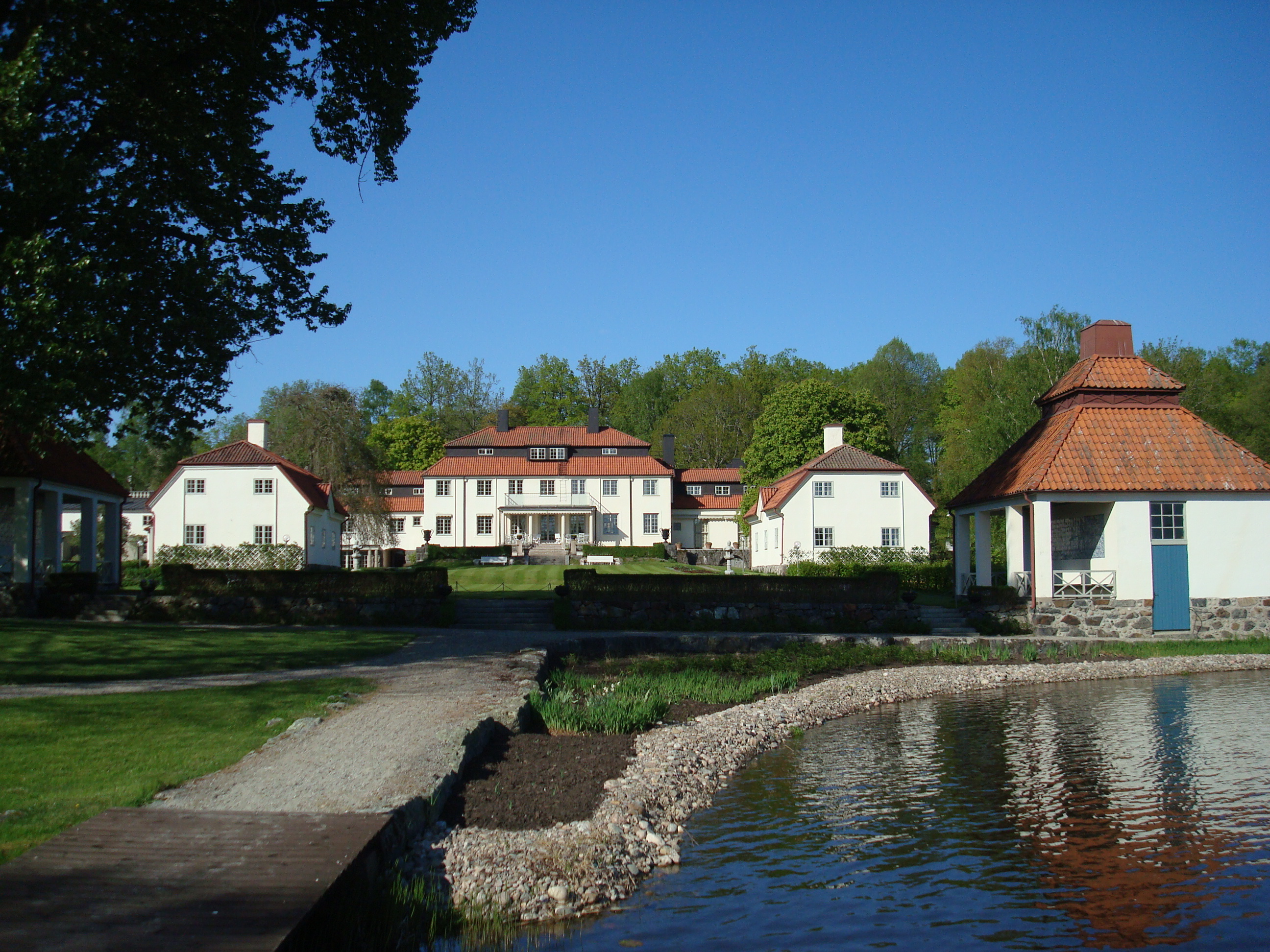
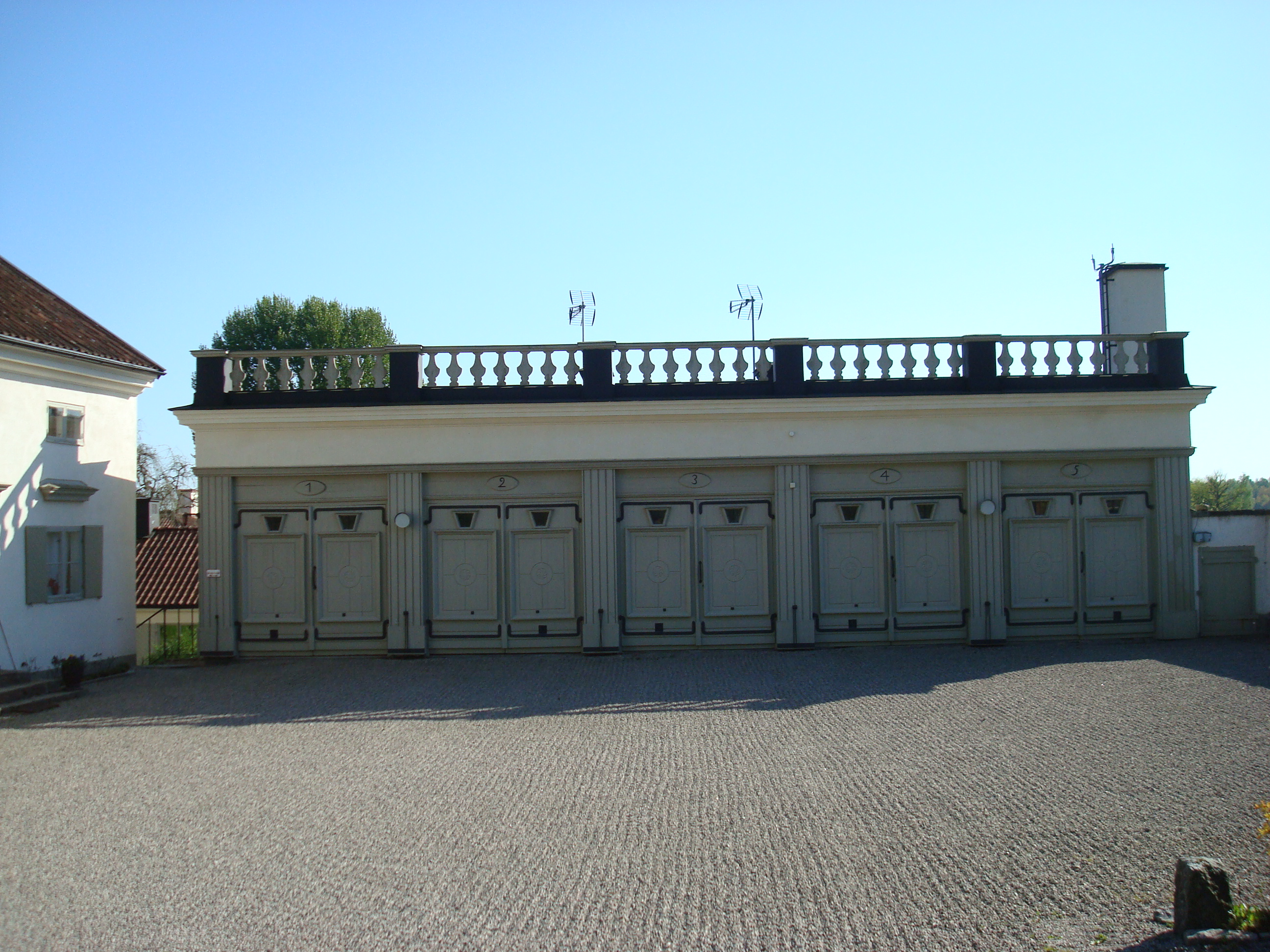
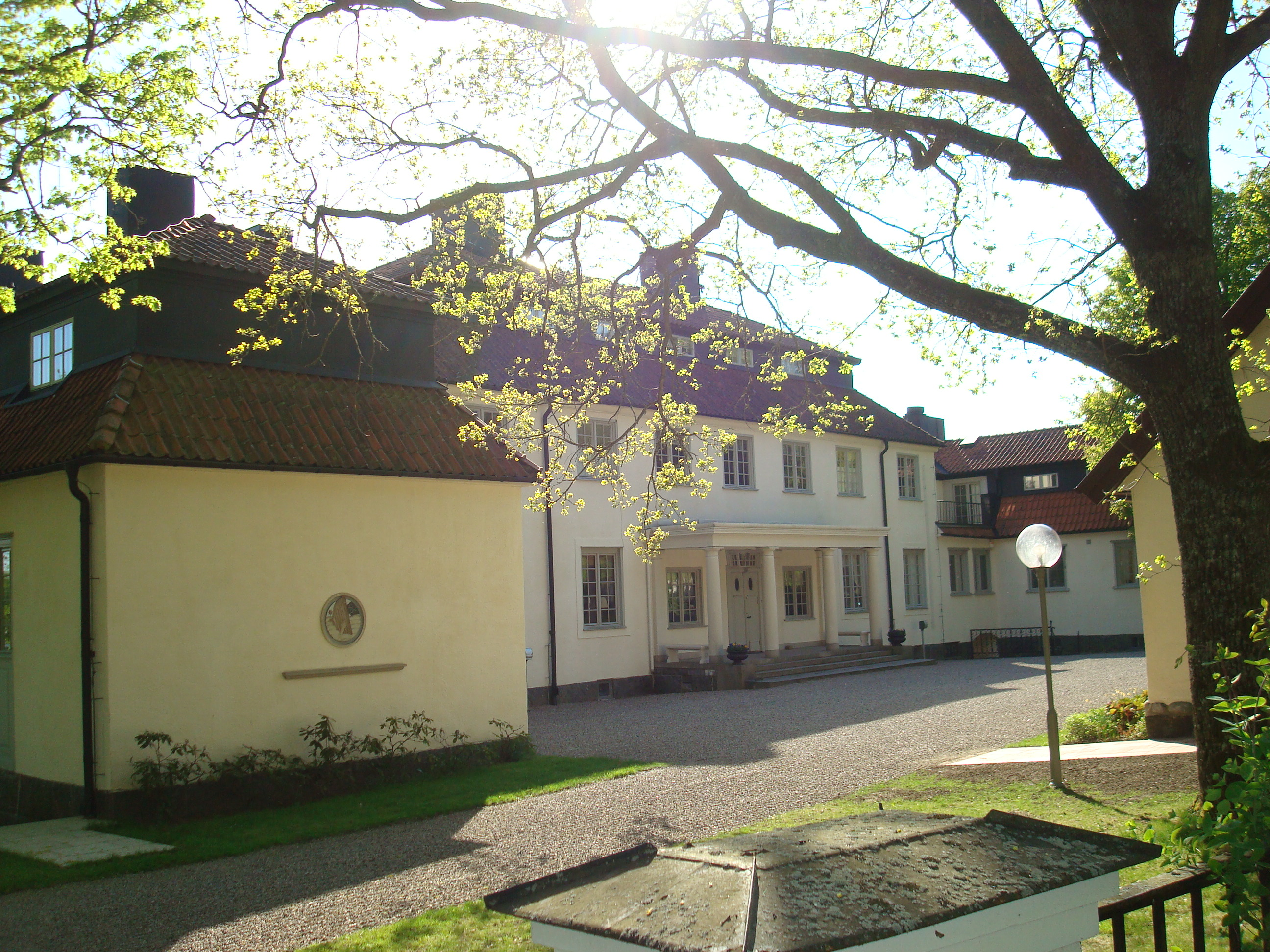
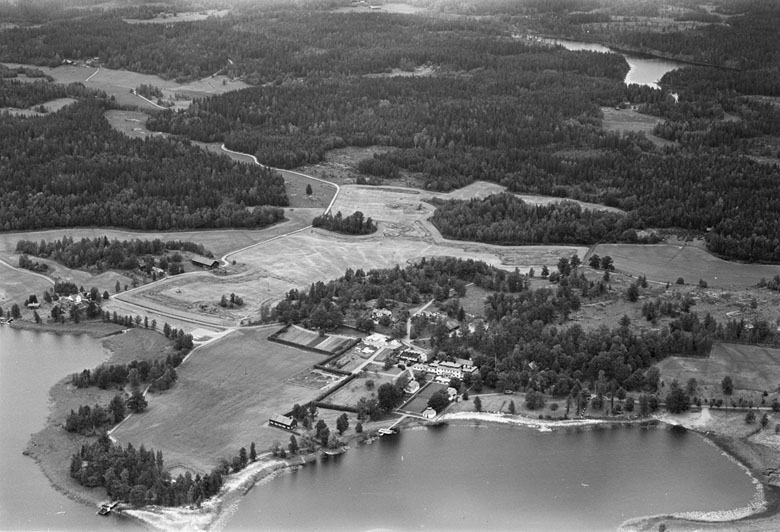